# Commessaggio
Commessaggio – miejscowość i gmina we Włoszech, w regionie Lombardia, w prowincji Mantua.
Według danych na rok 2004 gminę zamieszkiwało 1160 osób, 105,5 os./km².